# 弗兰克·库米斯基
弗兰克·库米斯基（英語：Frank Cumiskey，1912年9月6日—2004年7月22日），美国男子竞技体操运动员。他曾代表美国获得1932年夏季奥运会体操比赛男子团体全能银牌。他也参加了1936年和1948年夏季奥运会。